# Guadarrama-alagút
A Guadarrama-alagút egy 28 km hosszú, kétcsöves, kétvágányú vasúti alagút Spanyolországban a Madrid–Valladolid nagysebességű vasútvonalon a Sierra de Guadarrama hegység alatt. A nyugati cső 28 407, a keleti pedig 28 418 méter hosszú, így ha nem számoljuk a madridi metró 12-es alagútját, akkor ez a leghosszabb alagút az országban.
Az alagútban csak a spanyol nagysebességű AVE motorvonatok közlekednek.
Az építkezést 2002-ben kezdték el, a forgalom 2007 december 22-én indult meg rajta. Az építkezés költsége 1,919 milliárd euró volt, melyet 70%-ban az Európai Unió fedezett.

## Építése
a Guadarrama-alagutat a tágabb értelemben vett Madrid-León nagysebességű vasútvonal legjelentősebb mélyépítési munkájaként tervezték, amely a főváros és Spanyolország északi és északnyugati részének nagyvárosai közötti, akár 350 km/órás sebességű vonatközlekedést teszi lehetővé. A Miraflores de la Sierra és Segovia települések között húzódó alagút útvonalát a Guadarrama hegység védett területével fedték le. Építésének idején, a XXI. század első évtizedében a Guadarrama-alagutat az Administrador de Infraestructuras Ferroviarias (ADIF) Spanyolország legnagyobb mélyépítési projektjeként jellemezte.
Egy pár különálló csőből áll, amelyek egymással párhuzamosan futnak, egymástól 30 méter távolságban a középvonaltól. Mindegyik cső 8,50 m belső átmérővel rendelkezik, és számos keresztjárat kapcsolja össze őket 250 méterenként a teljes hosszában, amelyeket vészhelyzet esetére szántak. Az alagutakat körülvevő geológia nagyrészt vulkáni és metamorf kőzetekből, például gneiszből és gránitból áll; e kőzetformációk tektonikai tulajdonságai jelentős szerkezeti kihívásokat jelentettek a projekt számára. További bonyodalmakat okozott az a kikötés, hogy az alkalmazott építési módszerek a lehető legkisebb környezeti hatást eredményezzék.
A Guadarrama-alagút építése 2002. szeptember 28-án hivatalosan is megkezdődött. A fúráshoz négy "dupla pajzsos" alagútfúró gépet (TBM) választottak, amelyek kialakítását kifejezetten a helyi geológiához igazították. A környezeti hatások minimalizálása érdekében az építési folyamat során nem alkalmaztak közbenső építkezési helyszíneket, ami ritkaság volt egy ilyen hosszúságú, nagysebességű alagút esetében. A talaj viszonylag állandónak bizonyult, különösen a keménység tekintetében, a fúrási folyamat során jellemzően napi 16 méteres sebességgel haladtak előre. Az alagutat előregyártott cement voissoirs, gyűrű alakú támaszokkal bélelték ki, amelyet a helyszínen gyártottak, némi kitermelt anyag felhasználásával.
2005. május 5-én sikerült áttörni a keleti alagutat, amelynek alkalmából Magdalena Alvarez közmunkaügyi miniszter elnökletével ünnepélyes megnyitót tartottak. Egy hónappal később a nyugati alagútban is megtörtént az áttörés. E mérföldkövek után megkezdődött az alagutak felszerelése, amely magában foglalta a vasúti infrastruktúra és a támogató rendszerek telepítését. A biztonsági funkciók közé tartozott egy helyszíni irányítóközpont a rendszer teljesítményének és a környezeti feltételek ellenőrzésére, egy külön vészhelyzeti helyiség az alagút közepén 1200 ember számára, tűzoltórendszerek, valamint számos más intézkedés. Az egész alagútban betonlemezes vasúti pályát telepítettek, valamint felsővezetéket a villamos vontatáshoz, jelző- és kommunikációs rendszereket, míg az áramellátást egy 11 transzformátorból álló, 2250 méterenként elhelyezett elrendezés biztosítja.